# Atherimorpha uptoni
Atherimorpha uptoni är en tvåvingeart som beskrevs av Paramonov 1962. Atherimorpha uptoni ingår i släktet Atherimorpha och familjen snäppflugor. Inga underarter finns listade i Catalogue of Life.